# Jan Idec
Jan Walenty Idec (ur. 15 maja 1936 w Kotowej Woli, zm. 15 lutego 2022) – polski działacz partyjny i państwowy, w latach 1973–1975 naczelnik powiatu leżajskiego, w latach 1979–1981 I sekretarz Komitetu Miejskiego PZPR w Krośnie, w latach 1981–1990 wicewojewoda krośnieński.

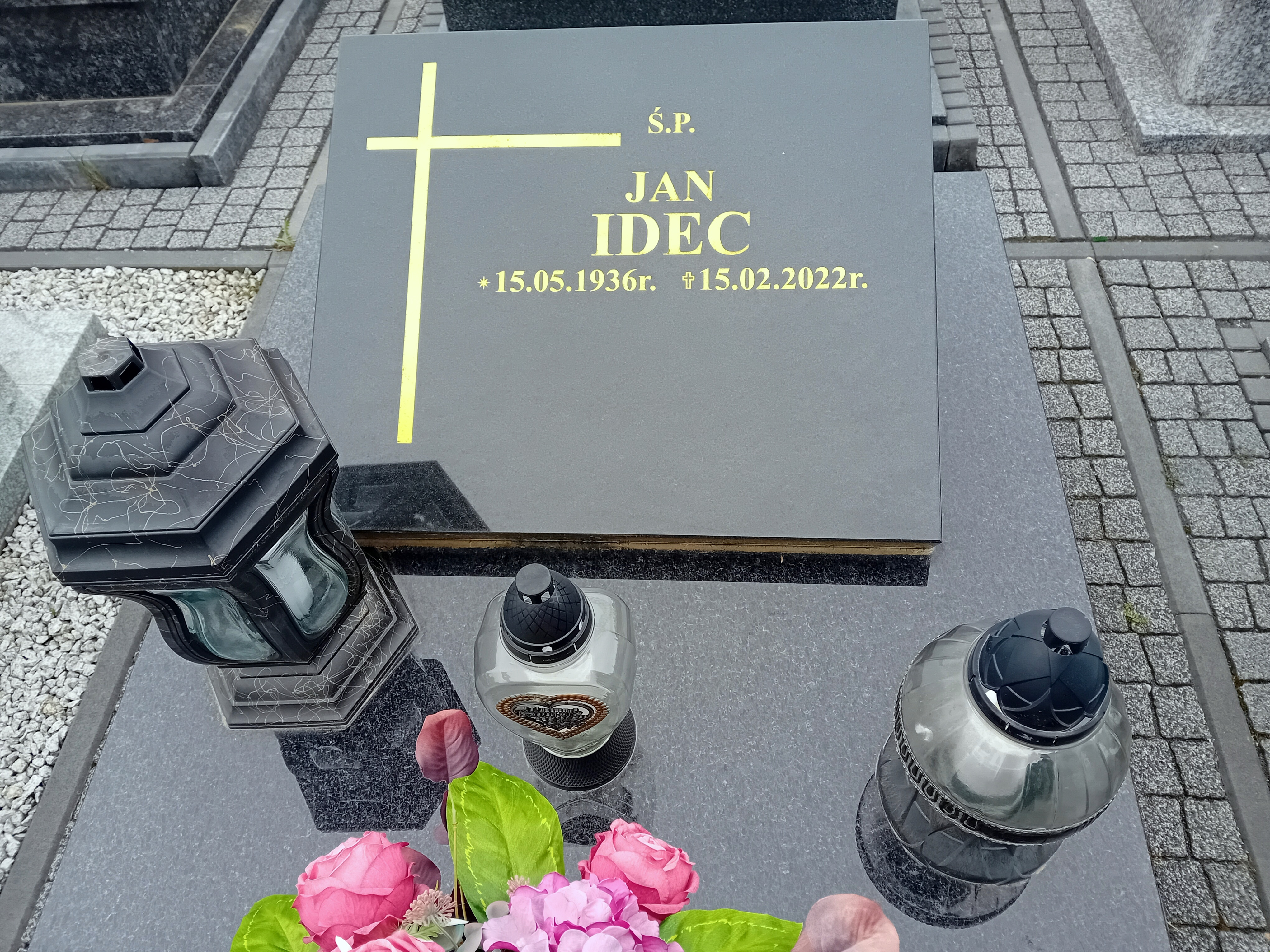
Nagrobek Jana Ideca

## Życiorys
Syn Józefa i Walerii. Studiował na Wydziale Prawa i Administracji UJ w Krakowie, gdzie 18 lipca 1970 roku uzyskał tytuł magistra administracji. Absolwent Wieczorowego Uniwersytet Marksizmu-Leninizmu. 
Długoletni pracownik administracji państwowej. W latach 1953–1961 referent, inspektor Prezydium Powiatowej Rady Narodowej w Tarnobrzegu. W latach 1961–1972 kierownik Wydziału Gospodarki Komunalnej i Mieszkaniowej, następnie kierownik Wydziału Finansowego tamże. Zastępca przewodniczącego PPRN w Tarnobrzegu w latach 1972–1973. Od 1973 do 1975 roku naczelnik powiatu w Leżajsku. W wyniku reformy administracyjnej w 1975 roku został dyrektorem Wydziału Finansowego w Urzędzie Wojewódzkim w Krośnie, gdzie pracował do roku 1976.
Od 1952 należał do Związku Młodzieży Polskiej, a od 1963 do Polskiej Zjednoczonej Partii Robotniczej. W latach 1968–1972 I sekretarz Komitetu Zakładowego PZPR przy Prezydium Powiatowej Radzie Narodowej w Tarnobrzegu, był członkiem egzekutywy POP PZPR tamże. Pomiędzy 1974 a 1975 należał do egzekutywy Komitetu Powiatowego PZPR w Leżajsku. Następnie był kierownikiem Wydziału Ekonomicznego (1976–1979) oraz członkiem (od 1979) Komitetu Wojewódzkiego PZPR w Krośnie, zaś od 1979 do 1981 – I sekretarzem Komitetu Miejskiego w tym mieście. W 1981 przeszedł na stanowisko wicewojewody krośnieńskiego, które zajmował do 1990.
Od 1986 roku aktywny członek Polskiego Związku Krótkofalowców. Jego znak wywoławczy SP8OON słyszano na całym świecie. Był członkiem SP DX Club. 3 września 2011 roku wyróżnony odznaką honorową PZK.
Został pochowany na Cmentarzu Komunalnym w Krośnie.